# Innovationspreis Berlin-Brandenburg
Mit dem Innovationspreis Berlin Brandenburg prämieren die Länder Berlin und Brandenburg gemeinsam herausragende Produktentwicklungen, Dienstleistungen und Konzepte regionaler Unternehmen und Forschungseinrichtungen. Voraussetzungen zur Wettbewerbsteilnahme sind, dass die eingereichten Lösungen einen direkten Bezug zur Region Berlin Brandenburg haben und bereits als Prototyp existieren, die Vermarktung bereits begonnen hat oder eine erste Etablierung am Markt erfolgt ist. Der Preis wird seit 1984 von der Berliner Senatsverwaltung für Wirtschaft, Energie und Betriebe und seit 1992 gemeinsam mit dem brandenburgischen Ministerium für Wirtschaft (heute Ministerium für Wirtschaft, Arbeit und Energie) verliehen. Der Preis ist mit jeweils 10.000 Euro dotiert und wird jährlich an maximal fünf Bewerber vergeben.

## Rahmen des Wettbewerbs
Der Innovationspreis wird im Rahmen eines „Public Private Partnership“ finanziert. Die Gesamtkosten werden von den Ländern Berlin und Brandenburg und von Partnern aus dem privatwirtschaftlichen Bereich getragen. Vertreter der privat-wirtschaftlichen Partner unterstützen den Preis im Beirat. Sie geben Impulse und beraten bei der Weiterentwicklung des Preises. Zu den aktuellen Partnern gehören unter anderem die Investitionsbanken der Länder Berlin und Brandenburg, die Technologie Stiftungen Berlin und Brandenburg und die Berliner Stadtreinigungsbetriebe. Ferner Berlin Partner, WFBB, Stromnetz Berlin, Movact und Dantzhoehne. Sämtliche Partner finden sich auf der Webseite.
Als Medienpartner begleiten Brand eins, Der Tagesspiegel, die Märkische Allgemeine Zeitung, Antenne Brandenburg, RBB Inforadio, Ambivation und weitere den Innovationspreis Berlin Brandenburg.

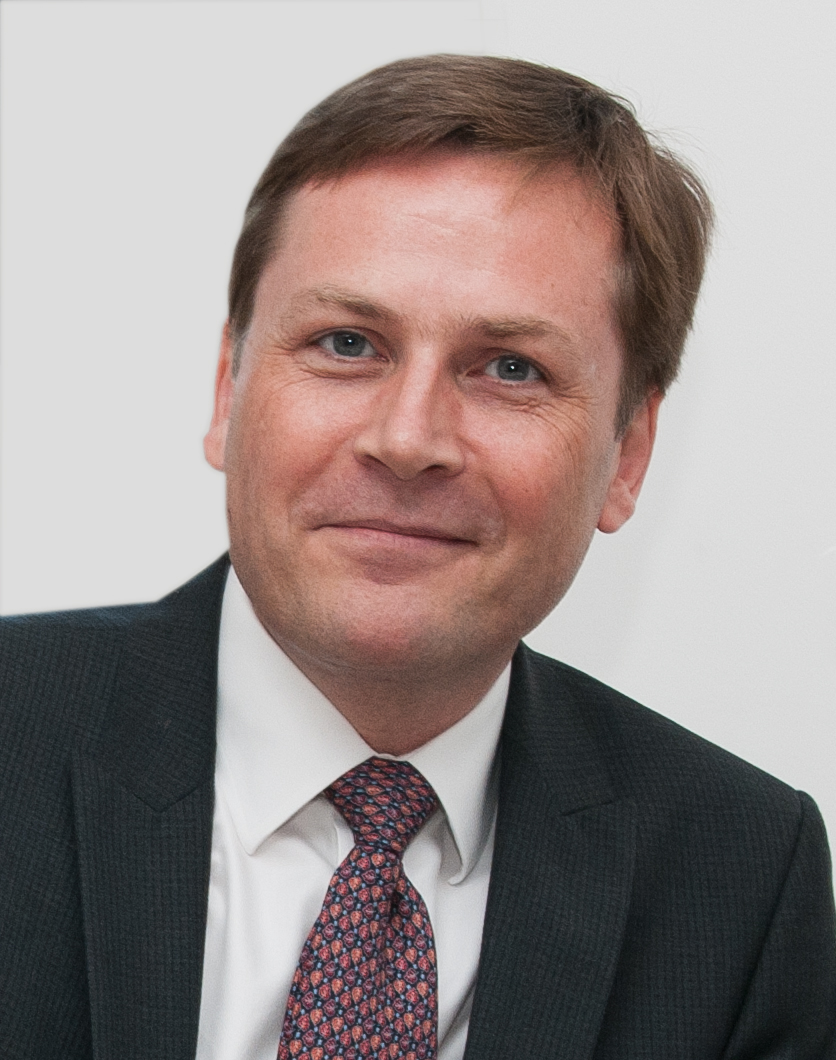
Oliver Günther, Vorsitzender der Jury 2019–24

## Jury
Die aktuelle, unabhängige Expertenjury für den Innovationspreis wurde von beiden Ländern 2022 berufen.
| Juror/in          | Unternehmen/Institution                                              |
| ----------------- | -------------------------------------------------------------------- |
| Oliver Günther    | Vorsitzender der Jury, Universität Potsdam                           |
| Dirk Bessau       | Projektträger Jülich                                                 |
| Ute Dietrich      | HTW Berlin                                                           |
| Christian Dreyer  | TH Wildau                                                            |
| Lars Geißler      | WebXells GmbH Potsdam                                                |
| Frank Gillert     | Technische Hochschule Wildau                                         |
| Dietmar Göhlich   | TU Berlin, Institut für Maschinenkonstruktion und Systemtechnik      |
| Gabi Grützner     | micro resist technology GmbH                                         |
| Astrid Haibel     | Beuth Hochschule für Technik Berlin                                  |
| Frauke Hein       | Adrenomed AG                                                         |
| Thomas Krause     | Brandenburg Kapital GmbH                                             |
| Eva Kreienkamp    | Berliner Verkehrsbetriebe (BVG)                                      |
| Marcus Krug       | SAP Innovation Center Network                                        |
| Dana Mietzner     | TH Wildau                                                            |
| Helena Mihaljević | HTW Berlin                                                           |
| Susanne Pauli     | Fiege Stiftung & Co. KG                                              |
| Alexander Rabe    | eco - Verband der Internetwirtschaft e. V.                           |
| Claudia Rathfux   | Stromnetz Berlin GmbH                                                |
| Petra Reinke      | Charité - Universitätsmedizin Berlin                                 |
| Sigurd Schrader   | Technische Hochschule Wildau                                         |
| Dirk Stocksmeier  | Init AG für Digitale Kommunikation                                   |
| Antje Vargas      | GeoClimaDesign AGH                                                   |
| Sven Weickert     | Vereinigung der Unternehmensverbände in Berlin und Brandenburg e. V. |
| Andrea Wickleder  | MediaTech Hub Potsdam                                                |

## Preisträger
Seit 1984 (2022 = 39. Jahrgang) wurden mehr als 4.300 Innovationen eingereicht, das entspricht einem Durchschnitt von ca. 110 Bewerbungen pro Jahr. Mittlerweile zählen mehr als 170 Unternehmen, Forschungseinrichtungen, aber auch Handwerks- und Dienstleistungsbetriebe zu den Preisträgern. Der Innovationspreis wird jährlich im Frühjahr ausgelobt, die Bewerbungsphase läuft bis Ende Juni. Im November werden die Preise feierlich verliehen.

### 1984 bis 1991
1984: 
- Sico-Elektronic GmbH für System für die Erhöhung und Erweiterung der Frequenzmodulation im UKW-Bereich
- Leiterplatten-Roboter GmbH: „PC-Matic“
- Schempp und Decker GmbH & Co. Industriegalvanik KG für Aluminiumbeschichtungsanlage

1985: 
- CREATEC-Gesellschaft für Elektrotechnik GmbH
- Pilot Elektronic GmbH für EVOPORT 100
- Wissenschaftlicher Gerätebau Dr. Ing. Herbert Knauer GmbH für Proteinsequenzer

1986: 
- Schleicher GmbH &Co Relais-Werke KG für Online Curve Interpolator (OCI) zur Erzeugung von Freiformkurven (bei NC-Maschinen)
- Teldec Classics International GmbH für Verfahren zur Herstellung von geräuscharmen Schallplatten
- Korsch Pressen GmbH für Tablettenpresse

1987: 
- Phoenicon Photoaktive Systeme GmbH für Mikrowellenrastermikroskop (kontaktlose Messung von Halbleitern)
- Hahn-Meitner-Institut Berlin, Bereich S für Kooperation Unternehmen Wissenschaft
- GeTeMED Gesellschaft für technische Medizin Dr. von Nettelhorst mbH für Kontaktlose Atemüberwachung von Säuglingen
- Stemme GmbH & Co.KG für Antriebssystem für Flugzeuge
- ifs Systembau GmbH für Bodenwaschanlage (Anerkennungsurkunde im Rahmen des Sonderpreises „Umwelttechnik“)
- Harbauer GmbH & KG Ingenieurbüro für Umwelttechnik für Bodenreinigungssystem (Sonderpreis „Umwelttechnik“)
- SORBIOS Verfahrenstechnische Geräte und Systeme GmbH für Simox-Verfahren zur Aufbereitung von Abwässern (Biologie-Ozon-UV-Licht) (Anerkennungsurkunde im Rahmen des Innovationspreises)

1988: 
- DIGALOG Industrie-Mikroelektronik GmbH für ELAN – industrielles Netzwerk nach proway-C
- TRION Präzisionselektronik GmbH & Co.KG für Bedienterminal für den explosivgefährdeten Raum in der Chemie
- Wissenschaftlicher Gerätebau Dr. Ing. Herbert Knauer GmbH für vollautomatisches Analysengerät für HPLC
- Santec GmbH für Insitu-Verfahren „Mikrobielle Sanierung von Kohlenwasserstoffkontaminationen“ (Sonderpreis „Umwelttechnik“)

1989: 
- TU Berlin, Fachbereich Biomedizinische Technik für Programmierbare BLISS – Kommunikationshilfe
- spektrum Laser-Entwicklungs- und Vertriebs GmbH für Lasersystem für Anwendung in der Augenmedizin
- LAR Analytik & Umwelt-Meßtechnik GmbH für Messgerät für elektrochemischen Sauerstoffbedarf: ECSB, Messgerät für biologischen Sauerstoffverbrauch: BSV (Sonderpreis „Umwelttechnik“)
- Südwind GmbH Windkraftanlagen Vertrieb für Windkraftanlage mit Schlaggelenkrotor (Sonderpreis „Umwelttechnik“)
- WACOTEC GmbH THE ISDN COMPANY für ISDN-Endgerät auf PC-AT-Basis (Anerkennungsurkunde im Rahmen des Innovationspreises)

1990: 
- Leibniz-Institut für Kristallzüchtung für Infrarotlaser-Optikmaterial (Niederdruck-CVD-Verfahren)
- Expert Informatik GmbH für Neuro-Compiler
- Karl Weiss GmbH &Co. Hoch-, Tief- und Rohrleitungsbau für Hydros-Verfahren System Berlin (Sonderpreis „Umwelttechnik“)
- GUV Gesellschaft für umweltverträgliche Verfahrensinnovation mbH für Abwasserfreie Galvanik (Sonderpreis „Umwelttechnik“)

1991: 
- Deutsches Herzzentrum Berlin für Implantierbare Einheit zur telemetrischen Abstoßungsdiagnostik nach Organtransplantationen
- Humboldt-Universität zu Berlin, Membranphysiologie für Hochfrequente elektrische Wanderwellen als Antrieb für Mikromotore und Mikropumpen
- Telekommunikation BEO-Communikations GmbH für BIT-BEO ISDN
- Technische Universität Berlin, Fachbereich 12 für Computertrainer für das Lippenlesen

### 1992 bis 1999
1992:  – Seit diesem Jahr gemeinsam mit dem brandenburgischen Wirtschaftsministerium –
- Dr. Riedel Automatisierungstechnik GmbH für WRE-System zur elektronischen Einzelraumtemperatur-Regelung einschließlich Heizkostenverteilung
- Expert Informatik GmbH für Sicherheitsanalyse chemischer Produktionsanlagen: PSAIS
- Senso Motoric Instruments GmbH für Video-Okulographie
- AUCOTEAM GmbH Berlin Ingenieurgesellschaft für Automatisierung und Computertechnik für BSB-Kurzzeit-Messgerät BODypoint (Sonderpreis „Umwelttechnik“)
- Bundesanstalt für Materialforschung und -prüfung für RedMelt-Verfahren zur Inertisierung und Verwertung fester Rückstände aus industriellen Prozessen (Anerkennungsurkunde im Rahmen des Sonderpreises „Umwelttechnik“)
- SaMeCo Meßtechnik GmbH für Elektronischer Warmwasserzähler „Deltatron“ (Anerkennungsurkunde im Rahmen des Sonderpreises „Umwelttechnik“)
- Vicor GmbH Video-Computer-Recycling für Recycling von Bildröhren (Anerkennungsurkunde im Rahmen des Sonderpreises „Umwelttechnik“)
- Laser- und Medizin-Technologie GmbH, Berlin (LMTB) für Infrarot-Diaphanoskopie (Anerkennungsurkunde im Rahmen des Innovationspreises)
- Tmicrotech GmbH electronic für Metallschicht-(Flach) Chipwiderstand für die SMD-Technik (Anerkennungsurkunde im Rahmen des Innovationspreises)

1993: 
- Laser- und Medizin-Technologie GmbH, Berlin (LMTB) für Laserinduzierte Thermotherapie (LITT) Applikationsset und Verfahren
- Pilot Blankenfelde elektronisch medizinische Geräte GmbH für Verfahren der frequenzspezifischen Ableitung akustisch evozierter Potentiale
- STEWING Nachrichtentechnik GmbH & Co.KG Berlin für STECOM-Alarm-System
- FARBKARTOGRAPHIE & KARTOGRAPHIK für Landkarten mit farbenplastischer Reliefdarstellung
- Elight Laser Systems GmbH für Lidar – Laser-System zur Fernüberwachung von Luftschadstoffen, basierend auf einem Titan-Saphir-Laser mit Blitzlampenanregung (Sonderpreis „Umwelttechnik“)
- Kroll Fahrzeugbau Umwelttechnik GmbH für Kehrmaschine mit Trockenfilterentstaubung (Sonderpreis „Umwelttechnik“)
- Bauplanungsbüro GmbH Hammer für Fassadendämmsystem Grabowoll (Anerkennungsurkunde im Rahmen des Sonderpreises „Umwelttechnik“)

1994: 
- Tele-Filter tft GmbH für Hochwertiges SAW-Filter MSF 259,5 für ZF-Anwendung in Mobilfunksystemen
- Charité, Virchow Klinikum, Experimentelle Chirurgie für Bioreaktor für Leberzellen
- PROGEO Geotechnologiegesellschaft mbH für Leckortungssystem GEOLOGGER (Sonderpreis „Umwelttechnik“)
- Rode + Schulze Beratende Ingenieure für Entwicklung eines hochintegrierten Betriebskonzeptes (Sonderpreis „Umwelttechnik“)

1995: 
- Lasertechnik & Acc. GmbH für Hochrepetierende luftgekühlte UV-Laser ATL
- Elight Laser Systems GmbH für CELISA, abstimmbarer UV-Festkörperlaser
- Frank Mirtsch GmbH Strukturierungstechnik für weniger Verpackungsabfall durch neuartige Strukturierungstechnik
- Virchow Klinikum der Charité, Humboldt-Universität Berlin, Labor für Biofluidmechanik für Herzunterstützungssystem ICAS
- Märkische Oberflächenanlagen und Behälterbau GmbH für Mehrstationen – Flutinjektions Reinigungsautomat (Sonderpreis „Umwelttechnik“)
- BOS Berlin Oberspree Sondermaschinenbau GmbH für Gummirecycling (GUR) (Sonderpreis „Umwelttechnik“)
- ARBES GmbH für In-situ Bodensanierung mit Hilfe hochfrequenter elektromagnetischer Felder sowie neue Anwendung der dielektrischen Erwärmung mit HF-Energie im Umweltbereich (Anerkennungsurkunde im Rahmen des Sonderpreises „Umwelttechnik“)
- IMS Ingenieurgesellschaft mbH für Grundwassermanagement Potsdamer Platz (Anerkennungsurkunde im Rahmen des Sonderpreises „Umwelttechnik“)
- Specht Meßtechnik für Umweltschutz GmbH für Messgerät zur Bestimmung der Photosyntheseaktivität von Pflanzen (Anerkennungsurkunde im Rahmen des Sonderpreises „Umwelttechnik“)
- W+P Wolf & Partner GmbH für Entwicklung einer Gerätetechnik zum flussmittelfreien Schutzgaslöten bzw. Schweißen (Anerkennungsurkunde im Rahmen des Sonderpreises „Umwelttechnik“)

1996: 
- ME-Meßsysteme GmbH für Magnetoelastischer Dehnungsmessstreifen ME-DMS
- LAS Laser Analytical Systems GmbH für DPSS-Laser, Dioden gepumpte Festkörperlaser
- IGV Institut für Getreideverarbeitung GmbH für Photobioreaktor BIOSTAT PBR-10
- LAR Analytik & Umwelt-Meßtechnik GmbH für Nitritox Monitor Online-Nitrifikantentoximeter (Sonderpreis „Umwelttechnik“)
- Truck Wash GmbH für Ökologisches LKW-Waschcenter (Sonderpreis „Umwelttechnik“)
- PRC Krochmann GmbH für EasyPlan für Windows (Sonderpreis „Software“ im Rahmen des Innovationspreises)
- Paul-Drude-Institut für Festkörperelektronik und Senkom GmbH i. G. für Neues Signalübertragungssystem: drahtlos, smogfrei, stör- und abhörsicher (Anerkennungsurkunde im Rahmen des Innovationspreises)
- HiPer Ceramics GmbH für Transvector – Anlage für den ballistischen Transfer von Biomolekülen in zelluläre Umgebungen (Anerkennungsurkunde im Rahmen des Innovationspreises)
- Herr Carsten Petersen für Mutternschloss für Fahrräder (Anerkennungsurkunde im Rahmen des Innovationspreises)

1997: 
- WITA GmbH Wittmann Institute of Technology and Analysis of Biomolecules für Mikroreaktions- und Analysesystem zur Untersuchung von Biomolekülen
- ALLIGATOR Sunshine Technologies GmbH für Recyclebarer thermischer Solarkollektor
- HiSolution Engineering & Consulting für Software zur Sicherung sensibler Anwendungen im Internet

1998: 
- Syrinx Medical Technologies GmbH für 3D Handscanner
- Pieper Innovationsgesellschaft mbH für Neuartiges Reinigungsverfahren
- Francotyp-Postalia Ag & Co. für Frankiersystem mit Inkjet-Drucktechnologie
- G.O.T. GmbH u. CO KG für Kationisches Cholesterolderivat zum Gentransfer

1999: 
- Christoph Miethke GmbH & Co KG für Implantate zur Behandlung des Hydrocephalus (Wasserkopf)
- GESIP Gesellschaft für Informations- und Prozesstechnik mbH für Hochgeschwindigkeits-Stoffaustauschboden
- OTB Oberflächentechnik in Berlin GmbH & Co für Recyclingverfahren zur Rückgewinnung von Edelmetallen aus Elektronik- und Platinschrotten
- UFE SOLAR GmbH für Saisonaler Wärmespeicher

### 2000
- WELCO GmbH für Ultra-Fine-Pitch Lotpulver für die Mikroelektronik
- KE Kranbau Eberswalde GmbH für Mobiler FEEDER SERVER Brückenkran
- UbiCom Gesellschaft für Telekommunikation mbH CardioMonitorMobile Überwachung von Herzrisikopatienten über das GSM-Netz
- PROT@GEN/Scienion für 2D/3D-BioChips
- Capsulution NanoScience AG für Neuartige Nano- und Mikrokapseln

### 2001
- Combinature Biopharm AG für Tool Box, Enzym-Bibliothek für die Anwendung in der pharmazeutisch-chemischen Forschung und Produktion
- Leibniz-Institut für Kristallzüchtung (IKZ) für neue Technologie zur Züchtung von Gallium-Arsenid-Kristallen für die Mikro- und Optoelektronik
- Acri.Tec AG für Bifokale Ultradünne Faltlinse mit Asymmetrischer Lichtverteilung zur Bilateralen Implantation

### 2002
- Uwe Braun GmbH für Weltweites Farbmanagements per Internet
- Auto Tissue GmbH für Zellfreie Herzklappen
- IXYS Berlin GmbH, Ferdinand-Braun-Institut für Höchstfrequenztechnik (FBH) und Three-Fire Epitaxial Services AG (TESAG) für GaAs-Leistungs-Schottky-Dioden für Anwendungen von 100 V bis 600 V
- Robowatch Technologies GmbH für MOSRO (Überwachungsroboter für Privatgebrauch und Industrie)

### 2003
- Uwe Braun GmbH für SEBILI – optisches Sicherheitssystem
- Gesellschaft zur Förderung angewandter Informatik e. V. für Akustische Kamera
- Mimidos-Verfahrenstechnik für Mikromengen Misch- und Dosiersystem für Fluide
- Laser- und Medizin-Technologie GmbH, Berlin (LMTB) für Messgerät zur Qualitätssicherung von Blutprodukten

### 2004
- SeCoS Halbleitertechnologie GmbH in Kooperation mit dem Institut für Dünnschichttechnologie und Mikrosensorik e. V. (IDM) für Thermostabile fotostrukturierbare Polymere für Thermostabile fotostrukturierbare Polymere für Lötstoppmasken bei der Chipherstellung
- sglux SolGel Technologies GmbH für UV-Photodiode auf TiO2 Sol-Gel Basis
- Scienion AG für piezoelektrisch gesteuertes Dispensiersystem sciFLEX ARRAYER

### 2005
- Tischlermeister Olaf Thiede für Fügetechnik für „THIBO“ – Oberflächenfertiger, homogen gefügter Fußboden
- Catcon Airground Technologies für „SideCat“ Highlifter für Flugzeuge
- Biotronix GmbH für Messeinheit zur mehrdimensionalen Charakterisierung biologischer Zellsysteme in Echtzeit
- ScatterWeb GmbH für Selbstkonfigurierende Funk-Sensornetzwerke mit multihop-Weiterleitung

### 2006
| Preisträger                                            | Innovation                                                            |
| ------------------------------------------------------ | --------------------------------------------------------------------- |
| Christoph Miethke GmbH & Co KG                         | Verstellbares Hydrocephalus-Ventil zur Anpassung an Wachstumsprozesse |
| SULFURCELL Solartechnik GmbH                           | Dünnschichtsolarmodule aus Kupfer-Indium-Sulfid                       |
| Fachgebiet Mikrotechnik der TU Berlin                  | Miniaturisierte Linearantriebe für optische Systeme                   |
| Fachgebiet Baustoffe und Baustoffprüfung der TU Berlin | Magnetischer Gesundheitsnachweis für Spannbetonbrücken                |

### 2007
| Preisträger                                                            | Innovation |
| ---------------------------------------------------------------------- | --- |
| Acri.Tec AG                                                            | Prelex-Linse „ACRI.LISA“, bifokales Implantat mit Pseudoakkommodation für presbyope (alterssichtige) Menschen  |
| Arc Precision GmbH                                                     | Industrielle Filterbogenquelle für die Abscheidung superharter Nanokohlenstoffschichten                        |
| inubit AG                                                              | Ganzheitliche Automatisierung und Optimierung von Geschäftsprozessen mittels Business Process Management (BPM) |
| MP-TEC GmbH & CO.KG                                                    | Hemisphärische Nachführanlage für Solarmodule und -kollektoren                                                 |
| CharitéCentrum 3, Abteilung für Zahnerhaltungskunde und Parodontologie | Mikroinvasive Therapie der initialen Karies durch Infiltration mit Kunststoffen                                |

### 2008
| Preisträger | Innovation                                                                                         |
| --- | -------------------------------------------------------------------------------------------------- |
| Experimentelle Radiologie der Charité und InnoRa GmbH                                                                                                | Arzneimittel-beschichteter Ballonkatheter zur Behandlung von Arterienverengungen und -verschlüssen |
| Leibniz-Institut für Kristallzüchtung, Weierstraß-Institut für Angewandte Analysis und Stochastik (WIAS), Steremat Elektrowärme GmbH und Auteam GmbH | Kristallzüchtung im wandernden Magnetfeld                                                          |
| PharmaSol GmbH, P.W. Beyvers GmbH, Institut für Pharmazie der FU Berlin                                                                              | Nanodiamanten für die Haut – Smart Crystals                                                        |
| Siemens AG, Energy Sector, Fossil Power Generation (Gasturbinenwerk)                                                                                 | Materialentwicklung und Herstellung von keramischen Hitzeschilden für Gasturbinen                  |
| Christiane F. Kreiner (Preisträgerin Innovationspreis 2001 und 2007 mit Acri.Tec GmbH)                                                               | Ehrenpreis für herausragende Nachhaltigkeit (erstmals verliehen)                                   |

### 2009
| Preisträger                            | Innovation |
| -------------------------------------- | --- |
| Alexander Schuke Potsdam Orgelbau GmbH | Überwindung von kritischen Problemen mit instabilen Luftversorgungen im Orgelbau durch aeroakustische Modellierung und Steuerung des Orgelwindes. Die Innovation löst ein jahrhundertealtes Problem im Orgelbau: erstmals können die für einen herausragenden Klang nötigen optimalen Luftströme, der so genannte Orgelwind, gemessen und modelliert werden. Die Schuke Orgelbau GmbH verfügt damit einzigartig am Markt über neue und effektive Möglichkeiten für den Orgelneubau, aber auch für die Restaurierung historischer Orgelwerke.                                                   |
| Bombardier Transportation GmbH         | Talent 2 – elektrischer Triebzug, der bei Produktion und späterem Einsatz individuell sich verändernden Randbedingungen angepasst werden kann. Der Nahverkehrs- und Regionaltriebzug ist in Baukastenbauweise gestaltet und verfügt über ein modernes, aber zeitloses Design. Innengestaltung aber auch Antriebsleistung lassen sich nach Kundenwunsch gestalten. Mit dem Talent 2 hat die Bombardier Transportation GmbH ein flexibles Transportmittel entwickelt, das schnell und kostengünstig unterschiedlichen Einsatzzwecken, Kundenwünschen und Wartungsroutinen angepasst werden kann. |
| ProBioGen AG                           | Immortalisierte Zelllinien für die Produktion moderner Impfvektoren. Entwurf, Entwicklung und Einsatz neuer Zelllinien als Ersatz für herkömmliche Methoden der Produktion von Impfstoffvektoren. ProBioGen hat durch gezielte Aufhebung der Teilungsbegrenzung von Entenzellen einen weltweit einzigartigen alternativen Zellträger für Impfstoffe entwickelt. Das teure und begrenzte bisherige Verfahren auf der Basis von embryonierten Hühnereiern kann ersetzt und mit den neuen Zelllinien ein erheblich breiteres Spektrum an Impfstoffen hergestellt werden.                          |

Nominierte des Jahres 2009
- GETEMED Medizin- und Informationstechnik AG mit CardioMem CM 4000 für das komplette Spektrum der Standard EKG-Diagnostik als kompakte EKG-Aufzeichnungsplattform
- MicroMovie Media GmbH mit MyAd – Neue Technologie zur Echtzeit-Personalisierung von Video-Ads und Video-Content durch Gesichter
- Signavio GmbH mit dem Signavio Process Editor zur kollaborativen, webbasierten Prozessmodellierung

### 2010
| Preisträger                                     | Innovation |
| ----------------------------------------------- | --- |
| Glycotope GmbH                                  | GlycoExpressTM (GEX) – Technologie-Plattform zur GlycoOptimierung und Produktion von biotechnologisch hergestellten Medikamenten. |
| greateyes GmbH                                  | High Power LED basiertes Photolumineszenz-Inspektionsverfahren für Solarzellen und Wafer.                                         |
| IfG – Institute for Scientific Instruments GmbH | Femtosekunden (fs)- Röntgenquelle für Untersuchungen molekularer Strukturen in Echtzeit.                                          |
| Unitechnik Automatisierungs GmbH                | Automatisierte Fluggepäckverladung                                                                                                |

Nominierte des Jahres 2010
- ATN Automatisierungstechnik Niemeier GmbH mit Automatisierung des Lötens der Randverschaltungen von Solarmodulen mittels Induktionstechnik
- Idencom Germany GmbH mit BioKey INSIDE – innovatives Modulkonzept zur Produktion von individuellen Fingerprintsystemen für Industrie und Hersteller
- MEDIPAN GmbH – mit Aklides® – System zur automatischen Analyse zellbasierter Immunofluoreszenztests

### 2011
| Preisträger               | Innovation                                                                |
| ------------------------- | ------------------------------------------------------------------------- |
| ZIM Plant Technology GmbH | Innovative magnetische, pflanzen-basierte ZIM-Druckmesssonde.             |
| Easy Listen               | Optimierung audiovisueller Medien für Senioren und Hörgeschädigte.        |
| IAV GmbH                  | Hochintegrative, skalierbare elektrische Antriebseinheit für E-Fahrzeuge. |

Nominierte des Jahres 2011
- SIEMENS AG, Energy mit „Innovative Fertigung von 500 MegaWatt-Brennern für SIEMENS-Flugstromvergaser SFG-500 im Gasturbinenwerk Berlin“
- Roland Consult Stasche & Finger GmbH mit „RETImap – Messung von Topografie und Funktion der Retina“
- GeoClima Design AG „SUNBOX – Modulare thermische Speichervorrichtung“
- Semperlux AG mit „LED-Transfermodul von SELUX – lichttechnische Kopie der Gasaufsatzleuchte“
- Astro- und Feinwerktechnik Adlershof GmbH mit „Kleinsatellitenplattform TET-1“

### 2012
| Preisträger                                                   | Innovation |
| ------------------------------------------------------------- | --- |
| Hasso-Plattner-Institut in Kooperation mit der Charité Berlin | HANA Oncolyzer – Krebsdatenbank für mobile Endgeräte                                                           |
| Stargate Germany GmbH                                         | VBlive – Virtual Production Pipeline „Virtual Backlot live“ für die Produktion von Werbung, Film und Fernsehen |
| LUM GmbH                                                      | Adhesion Analyser „LumiFrac“ – Multiprobentestgerät für Klebstoffe                                             |

Nominierte des Jahres 2012
- Blackcam 4D GmbH, BLACKCAM-System – Neuartiges, miniaturisiertes, vollautomatisches, fernsteuerbares, schienengebundenes HD-Kamerasystem
- GETEMED Medizin- und Informationstechnik AG mit: PhysioGate PG 1000 – Telemedizinische Kommunikationsplattform für die Versorgung von Risikopatienten im häuslichen Bereich

### 2013
| Preisträger                                              | Innovation                                                                                                 |
| -------------------------------------------------------- | --- |
| Danpower GmbH                                            | Hochtemperatur (HT)-Prozess-Wärme und Niedertemperatur (NT)-Wärme aus Biomethan BHKW                       |
| HOWOGE Wohnungsbaugesellschaft GmbH                      | Alternative Wärmeenergiegewinnung aus der Luft – innovative Anlagenkonfiguration in der Wohnungswirtschaft |
| Wissenschaftliche Gerätebau Dr. Ing. Herbert Knauer GmbH | Contichrom ®: Effiziente und umweltfreundliche Aufreinigung von biopharmazeutischen Wirkstoffen            |
| W.O.M. World of Medicine GmbH                            | 2PM VertiSCAN: Optische Biopsie, beispielsweise zur Früherkennung von Hautkrebs                            |

Nominierte des Jahres 2013
- Hangload: Hangload on your bike
- IAV GmbH: I2+2 Motor
- Trinckle 3D: Produkte online individualisieren mit 3D-Druck[8]

### 2014
| Preisträger                                              | Innovation |
| -------------------------------------------------------- | --- |
| Big Image Systems Deutschland GmbH                       | INFINITUS - weltweit größter Textilprinter                                                                                                   |
| e*Message Wireless Information Services Deutschland GmbH | e*Nergy: Sichere und effiziente Broadcast-Steuerungslösung für das sichere Last- und Energiemanagement für Stromnetzbetreiber im Verteilnetz |
| Grasse Zur Ingenieurgesellschaft mbH                     | Innovatives Verfahren für die Schubprüfung an Faserverbund-Werkstoffen                                                                       |
| Humedics GmbH                                            | Personalisierter Leber-Check durch Atemgasmessung                                                                                            |
| Tischlerei Spatzier                                      | UV-Schutzglas für den Denkmalbereich |

Nominierte des Jahres 2014
- Charité-Universitätsmedizin Berlin, Berlin-Brandenburg Centrum für regenerative Therapien: Neuartige Zelltherapie – Aus dem Herz für das Herz
- Lumics GmbH: Kompakter Hochleistungs-Diodenlaser mit 1940 nm Wellenlänge
- LUUV Forward GmbH: Einhand-Schwebestativ
- PicoQuant GmbH: Hochauflösende, kombinatorische Mikroskopie für den täglichen Routineeinsatz
- Rolls-Royce Deutschland Ltd & Co KG: Hybride Kohlefaserverbundradialwelle für den Einsatz in Flugzeugtriebwerken[9]

### 2015
| Preisträger                         | Innovation                                                                      |
| ----------------------------------- | ------------------------------------------------------------------------------- |
| Experimental Game GmbH              | Gamebook Technology                                                             |
| Laser- und Medizin-Technologie GmbH | Sensor zur zerstörungsfreien Bestimmung des Hämoglobin-Gehalts in Blutkonserven |
| ZaaK Technologies GmbH              | Advanced micro-structured smart sand from fly ash – ZaaKSan                     |

Nominierte des Jahres 2015
- deematrix Energiesysteme GmbH: Langzeitenergiespeicher eTank
- Dolosys GmbH: Paintracker
- pi4_robotics GmbH: Workerbot3, der menschenähnliche Fabrikroboter aus Berlin[10]
- shoutr labs UG: Ortsbezogene Verbreitung von Inhalten via WLAN[11]

### 2016
| Preisträger              | Innovation                                                                                        |
| ------------------------ | ------------------------------------------------------------------------------------------------- |
| DendroPharm GmbH         | Dendritische Nanocarrier für die Behandlung von chronischen Krankheiten                           |
| pi4_robotics GmbH        | Workerbot4 ortsflexibler Service- und Industrieroboter                                            |
| SENTECH Instruments GmbH | Spektroskopisches Ellipsometer SENperc PV für die Qualitätskontrolle in der Solarzellenproduktion |
| ShoutrLabs UG            | Augmented Reality On-Demand Streaming                                                             |
| XION GmbH                | MATRIX Spectar – das adaptive Bildgebungssystem für die Endoskopie                                |

Nominierte des Jahres 2016
- BOGEN Electronic GmbH mit „Always Absolute – Hochgenaue, flexible Magnetmesslösung für Absolutpositionen“
- Memucho mit „Lernen planbar und effizienter durch Learning Analytics“
- Metanomics Health GmbH mit „Metabolischer Bluttest zur Früherkennung von Bauchspeicheldrüsenkrebs“
- SIUT UG mit „Lichtfaserbeton“
- Technamation Technical Europe GmbH mit „Innovative Verwertung von Industrieabfällen: Cellulose/Kunststoff/Alu-Gemisch und deren Up-cycling in neue Produkte“[13]

### 2017
| Preisträger                              | Innovation                                                                   |
| ---------------------------------------- | ---------------------------------------------------------------------------- |
| GA Generic Assays GmbH                   | Tests für die Diagnose und Prognose der akuten Bauchspeicheldrüsenentzündung |
| GEFERTEC GmbH                            | 3D-Metall-Druck                                                              |
| Kinematics GmbH                          | Tinkerbots – Robotik-Baukasten für Kinder ab 6 Jahren                        |
| MotionTag GmbH                           | Seamless Traveling, neue Mobilität, Mobility-as-a-Service                    |
| Professor Dr. Berg & Kießling GmbH (B+K) | Extern befeuerte Gasturbinen zur Verwertung von hidden fuels                 |
| Sicoya GmbH + IHP Solutions GmbH         | Siliziumphotonik                                                             |

Nominierte des Jahres 2017
- BTU Cottbus-Senftenberg, Fachgebiet Leichtbau mit strukturierten Werkstoffen 3 mit "Hoch effiziente CFK-Profilplatten für Wärmeübertragungssysteme"
- CHRONOS VISION GmbH mit „Universelles Guidance-System für Kateraktoperationen“
- DILAX Intelcom GmbH mit „Citisense: vorausschauende Planung und Steuerung des öffentlichen Personenverkehrs für die Mobilität von morgen“
- UFA GmbH + Fraunhofer HHI mit „Volumetrisches Video – Schlüsseltechnologie für den begehbaren Film“

 Sonderpreis der Jury für soziale Innovation
- Filmwerte GmbH und Verbund öffentlicher Bibliotheken Berlin, Filmfriend - Video-On-Demand Plattform[14]

### 2018
| Preisträger                                                                            | Innovation                                 |
| -------------------------------------------------------------------------------------- | ------------------------------------------ |
| Bombardier Transportation GmbH                                                         | TALENT 3 Batterietriebzug                  |
| Hasso-Plattner-Institut                                                                | HPI-Schul-Cloud                            |
| Institut für Optische Sensorsysteme am Deutschen Zentrum für Luft- und Raumfahrt e. V. | IPS – Integrated Positioning System        |
| SiQAl                                                                                  | Nachhaltige Rohstoffe für die Energiewende |
| SIUT GmbH                                                                              | Intelligenter Lichtfaserbeton              |

Nominierte des Jahres 2018
- 5micron GmbH mit „ePos“"
- ATN mit „XBUS-FA vollautomatische Lötanlage für Solarmodule“
- Omeicos GmbH mit „Synthetische Eicosanoid-Analoga“
- R3 – Reliable Realtime Radio Communications GmbH mit „EchoRing“

- Solmove GmbH mit „Smart Solar Streets“

### 2019
| Preisträger                        | Innovation                                                                    |
| ---------------------------------- | ----------------------------------------------------------------------------- |
| AkoTec Produktionsgesellschaft mbH | MEGA-Solarkollektor                                                           |
| DiGOS Potsdam GmbH                 | Schlüsselfertige Satelliten-Laser-Ranging-Station                             |
| Kamioni GmbH                       | Digitale Kommandozentrale für Baustoffe                                       |
| Perto GmbH                         | Nachhaltige Rohstoffe für die Energiewende                                    |
| ThinkSono GmbH                     | AutoTVT - Software zur automatischen Diagnose von tiefer Venenthrombose (TVT) |

Nominierte des Jahres 2019
- Auf Augenhöhe mit „Mode für Kleinwüchsige“"
- Ing. Ges. Prof. Sieker mit „Baum-Rigole“
- Klinikgruppe Ernst von Bergmann mit „Mobile MRT für Brandenburg“
- nxtBase technologies mit „Zerstörungsfreie Prüfung von Glasklebeverbindungen“
- Raum für Zukunft mit „Pampa die Mitfahrer-App“[15]

### 2020
| Preisträger                         | Innovation                                                                    |
| ----------------------------------- | ----------------------------------------------------------------------------- |
| Belyntic GmbH                       | Technologie zur Erforschung, Entwicklung und Produktion von Peptidwirkstoffen |
| Lana Labs GmbH                      | Lana Process Mining Software                                                  |
| Lumenion GmbH                       | Hochtemperatur-Stahlspeicher                                                  |
| ME Energy - Liquid Electricity GmbH | Charging Node                                                                 |
| Volucap GmbH                        | Volumetrisches Studio                                                         |

Sonderpreis 2020
Regional Hero GmbH mit "Unternehmenscockpit für regionale Helden*innen"
Nominierte des Jahres 2020
- FixMyCity GmbH mit "Digitale Verkehrswende-Plattform"
- MNT Research GmbH mit "MNT Reform"
- OrelTech GmbH mit "Gedruckte Metalle"
- OSRAM GmbH mit "Smarte Textilbeleuchtung für höhere Sichtbarkeit im Straßenverkehr"
- Start-up Heatle mit "Heatle"

### 2021
| Preisträger                          | Innovation |
| ------------------------------------ | --- |
| DeepSpin GmbH                        | Portables MRT-System                                                                                           |
| Dryad Networks GmbH                  | Silvanet |
| HPS Home Power Solutions GmbH        | picea |
| KNAUER Wissenschaftliche Geräte GmbH | IMPINGEMENT JETS MIXING SKIDS FOR HIGH FLOW PRODUCTION OF NANOPARTICLES – ZUR HERSTELLUNG DES MRNA-IMPFSTOFFES |
| koppla GmbH                          | Lean-Produktionssystem "koppla"                                                                                |

Sonderpreis 2021
codary GmbH mit "Gemeinsam programmieren lernen"
Nominierte des Jahres 2021:
- AUXOLAR GmbH
- betterECO GmbH
- Gestalt Robotics GmbH
- LUM GmbH
- Seqana GmbH